# ذكريات منتصف الليل (ألبوم)
ذكريات منتصف الليل (بالإنجليزية: Midnight Memories)‏ هو ثالث ألبوم إستيديو للفرقة البريطانية ون دايركشن، صدر في 25 نوفمبر 2013 ويحتوي على 14 أغنية.
أصبح الألبوم هو الأسرع مبيعا في تاريخ موقع أمازون في المملكة المتحدة. فاز الألبوم بجوائز منها جائزة الموسيقى الأمريكية لألبوم البوب / الروك المفضل، جائزة أريا الموسيقية.

## قائمة أغاني الألبوم
| #   | عنوان                                                            | المدة |
| --- | ---------------------------------------------------------------- | ----- |
| 1.  | "أفضل اغنية على الاطلاق (Best Song Ever)"                        | 3:21  |
| 2.  | "قصة حياتي (Story of My Life)"                                   | 4:04  |
| 3.  | "دينان (Dinan)"                                                  | 3:05  |
| 4.  | "ذكريات منتصف الليل (Midnight Memories)"                         | 2:56  |
| 5.  | "أنت وانا (You & I)"                                             | 3:58  |
| 6.  | "لا تنسى المكان الذي تنتمي إليه (don't forget where you belong)" | 4:01  |
| 7.  | "قوي (strong)"                                                   | 3:04  |
| 8.  | "بسعادة (happily)"                                               | 2:55  |
| 9.  | "الآن (Right Now)"                                               | 3:20  |
| 10. | "فستان أسود صغير (little black dress)"                           | 2:38  |
| 11. | "خلال الظلام (through the dark)"                                 | 3:42  |
| 12. | "شيء رائع (something great)"                                     | 3:57  |
| 13. | "أكاذيب بيضاء صغيرة (little white lies)"                         | 3:18  |
| 14. | "افضل من الكلمات (better than words)"                            | 3:27  |

- أغانى إضافية[2]

| #   | عنوان                                          | المدة |
| --- | ---------------------------------------------- | ----- |
| 15. | "لماذا لا نذهب هناك؟ (?Why Don't We Go There)" | 2:54  |
| 16. | "هل يعلم (Does He Know)"                       | 2:59  |
| 17. | "على قيد الحياة (Alive)"                       | 2:41  |
| 18. | "نصف قلب (Half a Heart)"                       | 3:08  |

## تاريخ الإصدار
| البلد           | تاريخ          | شكل (الصورة)             |
| --------------- | -------------- | ------------------------ |
| أستراليا        | 25 نوفمبر 2013 | القرص المضغوط تحميل رقمي |
| كندا            | 25 نوفمبر 2013 | القرص المضغوط تحميل رقمي |
| فرنسا           | 25 نوفمبر 2013 | القرص المضغوط تحميل رقمي |
| ألمانيا         | 25 نوفمبر 2013 | القرص المضغوط تحميل رقمي |
| إيطاليا         | 25 نوفمبر 2013 | القرص المضغوط تحميل رقمي |
| المملكة المتحدة | 25 نوفمبر 2013 | القرص المضغوط تحميل رقمي |
| الولاية المتحدة | 25 نوفمبر 2013 | القرص المضغوط تحميل رقمي |
| اسبانيا         | 26 نوفمبر 2013 | القرص المضغوط تحميل رقمي |
| بولندا          | 26 نوفمبر 2013 | القرص المضغوط تحميل رقمي |
| اليابان         | 27 نوفمبر 2013 | القرص المضغوط تحميل رقمي |
| الصين           | 10 مارس 2014   | القرص المضغوط            |

## روابط خارجية
- ذكريات منتصف الليل على موقع ميتاكريتيك (الإنجليزية)
- ذكريات منتصف الليل على موقع أول موفي (الإنجليزية)